# Комаровський Олексій Валентинович
Комаровський Олексій Валентинович (нар. 1 квітня 1974, м. Попасна, Луганська область, Україна) — український кіносценарист, драматург, педагог. Член Правління Гільдії сценаристів України, член Української кіноакадемії, експерт Українського культурного фонду у 2020-2023 роках.

## Біографія
Народився в місті Попасна Луганської області, УРСР.
У 1991 році закінчив попаснянську середню загальноосвітню школу № 21.
У 1997 році закінчив історичний факультет Луганського державного педагогічного інституту (зараз — Луганський національний університет) імені Тараса Шевченка за спеціальністю «Всесвітня історія і соціальна педагогіка». У 2001 році закінчив аспірантуру Луганського національного університету імені Тараса Шевченка за спеціальністю «Соціальна педагогіка».

## Професійна діяльність
З 2001 по 2007 роки працював заступником директора та викладачем Луганського коледжу культури і мистецтв та ученим секретарем та викладачем Луганського державного інституту культури і мистецтв.
З 2007 по 2012 рік працював старшим редактором Луганської обласної державної телерадіокомпанії (автор телепроєктів «Ігри ерудитів», «Часопис», «Пам'ять Луганщини»).
З 2012 року працює в галузі театральної та кінодраматургії.

## Творча діяльність
У 2007 році почав займатися самоосвітою в сфері драматургії. Перший написаний драматичний твір — п'єса «Цигарки поштучно» (2008 рік). П'єса «Цигарки поштучно» стала фіналістом Третього фестивалю комедійного мистецтва «ГаШоТю» в Києві (2017 рік).
У 2009 році на Луганскому регіональному телеканалі «ІРТА» реалізував авторський проєкт гумористичного скетч-шоу «Даун Таун» (написання сценаріїв, кастинг, постановка та пост-продакшн). Всього в етер вийшло 9 випусків [Архівовано 30 січня 2020 у Wayback Machine.] по 10 скетчів.
У 2010 році написаний сценарій повнометражного комедійного бойовика «Down Town або Ключ до успіху». Телепрем'єра фільму відбулася в етері українського телеканалу «2+2» 27 грудня 2012 року.
У 2013 році написані комедійні п'єси «Квартира погодинно» — лауреат Другого фестивалю комедійного мистецтва «ГаШоТю» в Києві (2016) та «Кіно для дорослих» [Архівовано 26 січня 2019 у Wayback Machine.] — лауреат П'ятого фестивалю витончених мистецтв «Амплуа» в Києві (2017). П'єса «Кіно для дорослих» активно інсценується [Архівовано 25 січня 2019 у Wayback Machine.] в антрепризних постановках в Україні і за кордоном.
За мотивами п'єси «Квартира погодинно» був написаний однойменний сценарій повнометражного комедійного фільму, який посів 3 місце на Четвертому Всеукраїнському фестивалі сценарної майстерності «Кіноскрипт» в Києві (2017), а також отримав диплом Міжнародного літературного конкурсу "Коронація слова"-2022 (під назвою "Пастка для коханців").
У 2014 році відбувся переїзд з Луганська до Києва, і були написані сценарії трьох серій мелодраматичного телесеріалу «Лабораторія кохання»: «Чорне та біле», «Золота клітка», «Ілюзія зради».
У грудні 2014 року увійшов до складу Правління Гільдії сценаристів України.
В 2015—2017 роках на замовлення британської кінокомпанії RexTale написані сценарії детективного серіалу «Lynx», містичного трилеру «Abyss Unleashed» та повнометражного фантастичного детективного бойовика «Vivisector». Сценарії написані під псевдонімом Alex Komarowsky.
В 2017 році написані сценарії п'яти серій телевізійного детективного серіалу «Опер за викликом» на замовлення телеканалу 2+2.
У 2018 році написані: сценарії трьох серій дитячого анімаційного серіалу «Клуб всезнайків» на замовлення кінокомпанії «Animagrad», а також комедійна п'єса «Наречений нарозхват» (у співавторстві з Антоном Лірником). 
У 2019 році написані: сценарії чотирьох серій детективного серіалу «Карпатський рейнджер» на замовлення телеканалу 2+2; сценарій короткометражної комедії «Яблуко розбрату», сюжет якої описує сучасну побутову пригоду за мотивами однойменного античного міту; сценарій повтометражної молодіжної музичної драми в стилі гангста-реп «Королі репу» на замовлення кінокомпанії Крісті філмз. Сценарій «Королі репу» брав участь і переміг у 11-му конкурсному відборі (пітчингу) кінопроєктів Держкіно України; сценарій повнометражної авантюрної комедії «Я, „Побєда“ і Берлін» за однойменною книгою Кузьми Скрябіна на замовлення кінокомпанії Star Media. Сценарій «Я, „Побєда“ і Берлін» брав участь і переміг у 11-му конкурсному відборі (пітчингу) кінопроєктів Держкіно України. Знімання фільму заплановано на 2020 рік.. Перший знімальний день кінофільму «Я, „Побєда“ і Берлін» відбувся 17 серпня 2020 року у місті Львів у день народження Кузьми Скрябіна; сценарій 4-х серійного серіалу «Фермери», на замовлення ТРК «Ритм». Сценарій отримав фінансову підтримку Українського Культурного Фонду.; сценарій повнометражного документально-художнього біографічного фільму «Український Орфей у Парижі», про видатну художницю і дизайнерку українського походження Соню Делоне. Сценарій отримав фінансову підтримку Українського Культурного Фонду
У 2020 році написані: сценарії серій детективних серіалів «Слід» і «Розтин покаже-2»; сценарії телесеріалів «Юніори» (у співавторстві з Антоном Базелінським) та «Шалені Бджолярі» На основі проєкту телесеріалу «Юніори» було розроблено і написано кіносценарій повтометражної сімейної спортивної драми «Перший кубок» Сценарій серіалу «Шалені бджолярі» став переможцем Конкурсу соціально-вагомого контенту про єдину та різноманітну Україну PITCH.UA2.. Знімання пілотної серії «Шалені Бджолярі» розпочалося 29 серпня 2020 року і тривало 5 знімальних днів. 26 вересня 2020 було представлено офіційний трейлер пілотної серії серіалу «ШАЛЕНІ БДЖОЛЯРІ» , змонтованої, як повноцінний ігровий повнометражний фільм. У жовтні-грудні 2020 року співатором брав участь у написанні сценарію серіалу «Битва шкіл» Сценарій серіалу «Битва шкіл» переміг у пітчингу та отримав фінансову підтримку на виробництво від Міністерства культури та інформаційної політики України
07.03.2020 року переобраний до складу Правління Гільдії сценаристів України
У січні 2021 року обраний за конкурсом на посаду експерта Українського культурного фонду сектору «Аудіовізуальне мистецтво» грантової програми НОРД — «Навчання. Обміни. Резиденції. Дебюти»
У червні 2021 року став фіналістом серіального пітчингу Київського міжнародного кінофестивалю «Молодість» як співавтор і креативний продюсер телесеріалу «Юніори»
28 червня 2021 року фільм «Шалені бджолярі» (Crazy beekeepers) переміг в 2-х з 5-ти номінацій на Міжнародному Alternative Film Festival (Торонто, Канада)
9 липня 2021 фільм «Шалені бджолярі» переміг в номінації «Most Unique Feature Film» на Міжнародному Indie Movies Spark Film Festival. (Утрехт, Нідерланди)
14 серпня 2021 року фільм «Шалені бджолярі» переміг в номінації «Best Feature Film» на Міжнародному Pure Magic Film Festival (Амстердам, Нідерланди)
20 липня 2021 року на фейсбук-сторінці відомого письменника Андрія Куркова з'явилося звинувачення авторів «Шалених бджолярів» у крадіжці ідеї та теми, які начебто були списані з його книги «Сірі бджоли». Після спростування цього твердження авторами «Шалених бджолярів» і їх аргументації щодо невідповідності і хибності даних звинувачень публікацію було видалено.
29 серпня 2021 року — перемога в міжнародному літературному конкурсі Коронація слова в номінації «Найкращий комедійний кіносценарій»  за твір "Перший кубок" (у співавторстві з Антоном Базелінським).
5 вересня 2021 року — перемога в номінації «Кращий сценарій ігрового повнометражного фільму» на Х Міжнародному кінофестивалі «Кіно і Ти» (Маріуполь, Україна) за фільм «Шалені бджолярі».
28 вересня 2021 року — номінант Національної премії кінокритиків України «Кіноколо» в номінації «Найкращий сценарій повнометражного ігрового фільму» за сценарій молодіжної музичної драми в стилі гангста-реп «Королі репу»
6 жовтня 2021 року — перемога в мистецькому конкурсі з відбору проєктів сценаріїв фільмів, серіалів, телепроєктів ДП «Мультимедійна Платформа Іномовлення України» зі сценарієм молодіжного телесеріалу «Битва шкіл» (у співавторстві з Антоном Базелінським).
22 жовтня 2021 року прийнятий у члени Української кіноакадемії.
У 2022 році:
Написаний сценарій коміксу "Кримська операція" на замовлення творців Воля (комікс) про буремні події 1918 року. Працював як співавтор з Антоном Базелінським над документальним проєктом "Залізні люди" про подвиг українських залізничників під час найгарячішої фази Російсько-української війни (пізніше на основі цієї роботи були створені сюжет і персонажі телесеріалу "Потяг"), а також над сценарієм ігрового серіалу "Революція на граніті" про драматичні події в Україні 1990 року.
1 лютого 2023 року обраний членом правління професійної спілки "Гільдія сценаристів України".
30 травня 2023 року - переможець Мистецького конкурсу з виробництва відеоінформаційної продукції, присвяченої висвітленню героїзму та професіоналізму військовослужбовців Сил оборони і безпеки України у протистоянні з ворогом під час російсько-української війни від МКІП ("Спецпризначенці перемоги"). У грудні 2023 року цей фільм був відзнятий.
У серпні 2023 року на замовлення української продюсерської компанії "UPHub" здійснив капітальний скриптокторинг чотирисерійного телесеріалу з робочою назвою "Шлях до дому". 22 вересня 2023 року розпочалося фільмування цього серіалу. Прем'єра серіалу відбулася на каналі "Дім" 30 березня 2024 року
У жовтні 2023 року за підтримки Українського Культурного Фонду написаний сценарій 4-х серійного документального фільму про історію Києва "Київські стихії"
У грудні 2023 року на платформі Takflix відбулася прєм'єра короткометражного фільму "70 000 років тому", для якого виступив сценарним консультантом. Фільм став учасником програми Міжнародного кінофестивалю "Молодість". 11.05.2024 фільм отримав Премію Гільдії сценаристів України в номінації "Найкращий сценарій короткометражного фільму" 
11.05.2024 - сценарій  фільму Королі репу був нагороджений Премією Гільдії сценаристів України в номінації "Найкращий сценарій ігрового повнометражного фільму"
18.05.2024 - прем'єра серіалу "Потяг"
17.06.2024 - прем'єра серіалу "Виклик-3" 
28.10.2024 - прем'єра другого сезону серіалу "К.О.Д"
15.11. 2024 постановка п'єси "Кіно для дорослих" київським театром "Кураж".
07.03.2025 - постановка п'єси "Кіно для дорослих" у місті Брюссель (Бельгія).
24.03.2025 - прем'єра телесеріалу АТП Перевізники на телеканалі ICTV2, для якого написані сценарії трьох серій (позначений в титрах як Олексій Міщенко)
28.04.2025 -  Премія Гільдії сценаристів України в номінації "Найкращий сценарій драматичного серіалу" 2024 року відзначила сценарій телесеріалу Потяг.
17.06.2025 - написана драматичного-комедійна п'єса "Ганс унд Зигмунд. Недитяча казка".
26.06.2025 - серіал "Потяг" отримав премію "Maximo" на фестивалі Italian Global Series Festival за перемогу в номінації "Best Limited Series".
07.08.2025 - два Дипломи міжнародного літературного конкурсу "Коронація слова"-2022 у номінації "Кіносценарії" за сценарій "Роги достатку" ("Фермери") і сценарій "Пастка для коханців" ("Квартира погодинно").
Особиста сторінка кіносценариста Олексія Комаровського на DzygaMDB
Особиста сторінка драматурга на Укрдрамахаб 

## Фільмографія
- 2010 «Даун Таун або Ключ до успіху»[63][64] (ігровий повнометражний фільм)
- 2010 «Громовержець» Ч.1, «Громовержець» Ч.2 (документальний фільм)
- 2011 «Чорний червень 41-го» Ч.1, «Чорний червень 41-го» Ч.2 (документальний фільм)
- 2016 «Сни» (серіал)[65] (ігровий серіал)
- 2017 «Лабораторія кохання» (серіал)[66] (ігровий серіал)
- 2018 «Опер за викликом» (серіал)[67][68] (ігровий серіал)
- 2019 «Яблуко розбрату» (к/м)[9][69][70] (ігровий короткометражний фільм)
- 2020 «Карпатський рейнджер» (ігровий серіал)[71][72][73][74]
- 2020 «Шалені бджолярі»[75][76] (ігровий повнометражний фільм)
- 2020 «Слід» (ігровий серіал)[77]
- 2021 «Розтин покаже-2» (ігровий серіал)[78]
- 2021 «Королі репу»[10] (ігровий повнометражний фільм)
- 2023 "Спецпризначенці перемоги" (документальний фільм)[79]
- 2024 «Я, „Побєда“ і Берлін»[80]  (ігровий повнометражний фільм)
- 2024 "Шлях до дому" (ігровий серіал) [54]
- 2024 «К.О.Д.» (ігровий серіал)[81]
- 2024 "Потяг" (ігровий серіал)[82]
- 2024 "Виклик-3" (ігровий серіал)[83]
- 2024 "Попередити корупцію просто" (анімаційний серіал)
- 2025 "АТП Перевізники" (ігровий серіал)[84]
- 2025 "Хлібний капітан України" (повнометражний документальний фільм)

П'єси:
- Цигарки поштучно (2008) [Архівовано 20 червня 2019 у Wayback Machine.]
- Квартира погодинно (2013) [Архівовано 20 червня 2019 у Wayback Machine.]
- Кіно для дорослих (2013) [Архівовано 20 червня 2019 у Wayback Machine.]
- Наречений нарозхват (2018)
- Квиток в один кінець (2023)
- Ганс унд Зигмунд. Недитяча казка (2025)